# پاپ بندیکت نهم
پاپ بندیکت نهم (به انگلیسی: Benedict IX) با نام اصلی تئوفیلاکتوس یکی از پاپ‌های کلیسای کاتولیک رم بود که در رم به دنیا آمد و از اکتبر ۱۰۳۲ تا ژوئیه ۱۰۴۴ میلادی در سه مرحله پاپ بود. در اولین مرحله نزدیک بیست سال داشت که به عنوان پاپ انتخاب شد که او را به یکی از جوان‌ترین پاپ‌های تاریخ تبدیل کرد. او تنها کسی است که بیش از یک مرحله پاپ بوده و همچنین تنها کسی است که مقام پاپی را فروخته‌است.

## زندگی‌نامه
او فرزند آلبریک دوم کنت توسکولیوم و برادرزاده دو تن از پاپ‌های قبلی با نام‌های بندیکت هشتم و ژان نوزدهم بود. پدرش مقام پاپی را برای او به دست آورد که در اکتبر ۱۰۳۲ آن را به او تحویل داد تا او پاپ بشود.
بنابر دائرةالمعارف کاتولیک او هنگامی که پاپ شد تنها بیست سال داشت درحالیکه بعضی منابع دیگر این عدد را ۱۱ یا ۱۲ سال نیز گفته‌اند. دربارهٔ زندگی او نقل شده که یک زندگی بسیار فاسد داشته‌است و به هیچ وجه صلاحیت مقام پاپی را دارا نبوده بلکه به کمک نفوذ و قدرت خانوادگی خود بوده که به این مقام رسیده‌است. از طرفی از نظر الهیات و فعالیت‌های طبیعی و معمول کلیسایی او کاملاً ارتودوکس بوده‌است. کاردینال سنت پیتر دامیان او را فردی بداخلاق توصیف کرده‌است. فردیناند گرگرویوس، تاریخدان ضد پاپ دربارهٔ او گفته «اینگونه می‌نمود که او مانند دیوی از جهنم در لباس یک کشیش جایگاه پیتر مقدس را اشغال کرده و با گستاخی‌های خود حرمت دین را زیر پا گذاشته بود». دائرةالمعارف کاتولیک او را «یک رسوایی برای جایگاه پیتر» توصیف کرده‌است. دربارهٔ او نقل شده که در قصر لاتران مهمانی‌های عیاشی به راه می‌انداخته‌است.
او حتی از طرف کشیش بنو به چندین مورد «قتل و زنا» متهم شده‌است. پاپ ویکتور سوم در یکی از کتاب‌های خود نیز او را به «تجاوز، قتل و دیگر اقدامات غیرقابل بیان خشونت‌آمیز و لواط» متهم کرده‌است و زندگی او را «فاسد، ناپاک و زشت» توصیف نموده به گونه‌ای که «از بیان آن تنش به لرزه می‌افتد».
در سال ۱۰۳۶ میلادی او را مجبور به ترک رم کردند اما پس مدتی به کمک کنراد دوم، امپراتور مقدس روم به جایگاه بازگشت.
در سال ۱۰۴۴ میلادی مخالفان دوباره او از شهر راندند و جان، اسقف سابینا را با عنوان پاپ سیلوستر سوم به جای او برگزیدند، اما بندیکت نهم به کمک نیروهای خود دوباره به جایگاه خود بازگشت و با تاراندن دشمن رقیب را به جایگاه پشین اسقفی خود فرستاد.
نهایتاً در سال ۱۰۴۵ میلادی برای خلاص شدن کلیسا از شر بندیکت فاسد، جان گراتیان، کشیش پارسا، پدر خوانده او، وی را با پول تطمیع کرده و راضی نمود تا از مقام خود کناره بگیرد تا پس از او گراتیان خود با نام گریگوری ششم پاپ بشود. البته بعضی نیز گفته‌اند که بندیکت قصد ازدواج داشته که سمت پاپ بودن این اجازه را به او نمی‌داده‌است.
اما بندیکت نهم به زودی از تصمیم خود پشیمان شد و به رم بازگشت و شهر را به کنترل خود درآورد و تا سال ۱۰۴۶ بر سر قدرت ماند. اما دیگران همچنان گریگوری ششم را پاپ واقعی می‌شمردند. در این مدت سیلوستر سوم نیز ادعای خود بر مقام پاپی را تجدید کرد.
با مداخله هاینریش سوم، امپراتور مقدس روم در دسامبر ۱۰۴۶ میلادی بندیکت نهم و سیلوستر سوم هر دو عزل شده و گریگوری ششم نیز به اتهام همکاری که با بندیکت داشت مجبور به استعفا شد تا اسقف آلمانی، سوجر با عنوان پاپ کلمنت دوم جانشین او شود.
بندیکت نهم این تصمیمات را نپذیرفت و حاضر نبود از مقام خود کناره بگیرد. وقتی که کلمنت دوم در اکتبر ۱۰۴۷ میلادی درگذشت، بندیکت کاخ لاتران را در نوامبر همان سال به اشغال خود درآورد اما در ژوئیه ۱۰۴۸ میلادی توسط قوای آلمانی از کاخ رانده شد. برای پر کردن خلاء قدرت اسقف پوپو با عنوان پاپ دامازوس دوم به این مقام منصوب شد و از طرف همگان به رسمیت شناخته شد. بندیکت نهم با نپذیرفتن واگذاری مقامش در ازای پول که به حکم سیمونی معروف است، تکفیر شد.
سرنوشت نهایی بندیکت نهم مبهم است اما به نظر او نهایتاً از ادعایش بر مقام پاپی دست کشیده‌است. پاپ لئو نهم تمام ممنوعیت‌ها در مورد او را لغو کرد تا او در سال ۱۰۵۶ میلادی در گروتافراتا به خاک سپرده شود.
گفته می‌شود او درآخر نادم بوده و تمام گناهان دوره پاپی خود توبه کرده‌است.
به این ترتیب او تنها پاپی است که در سه دوره جداگانه در این مقام بوده‌است:
۱- اولی از اکبتر ۱۰۳۲ تا سپتامبر ۱۰۴۴
۲- دومی از آوریل تا می ۱۰۴۵
۳- سومی از نوامبر ۱۰۴۷ تا ژوئیه ۱۰۴۸